# کالدرا سانتورینی
کالدرا سانتورینی (به لاتین: Santorini caldera) یک کوه در یونان است که در Aegean Sea, Greece واقع شده‌است.